# Bonesteel
Bonesteel é uma cidade localizada no estado norte-americano de Dacota do Sul, no Condado de Gregory.

## Demografia
Segundo o censo norte-americano de 2000, a sua população era de 297 habitantes. 
Em 2006, foi estimada uma população de 268, um decréscimo de 29 (-9.8%).

## Geografia
De acordo com o United States Census Bureau tem uma área de 
0,9 km², dos quais 0,9 km² cobertos por terra e 0,0 km² cobertos por água. Bonesteel localiza-se a aproximadamente 594 m acima do nível do mar.

## Localidades na vizinhança
O diagrama seguinte representa as localidades num raio de 20 km ao redor de Bonesteel. 